# わたしの宇宙
「わたしの宇宙」（わたしのうちゅう）は、SHISHAMOの13作目の配信限定シングルで通算23作目のシングル。2023年9月8日にGOOD CREATORS RECORDS / UNIVERSAL SIGMAからリリースされた。

## 楽曲解説
- 前作「夏恋注意報」から約2ヶ月ぶりのシングル。
- テレビ東京系 木ドラ24『姪のメイ』のオープニングテーマとして書き下ろされた。SHISHAMOがドラマの楽曲を担当するのは初めてのことだった[1]。
- ドラマの主人公であるメイを、「ニュートラルで、力強く自分を持っている」と感じた宮崎は、彼女を曲の主人公にして歌詞を書き始めた。制作のテーマは「『知らない』のはネガティブなことではなくポジティブなことで、たくさんの可能性を秘めている」ということだった。楽曲のリスナー、ドラマの視聴者に対しては、「震災を知らない12歳のメイの目に映る福島の地のように、まだ知らないキラキラしたものに出会っていってほしいです」とコメントしている[2]。
- 2023年9月7日、『姪のメイ』主演の本郷奏多、大沢一菜がゲスト出演したTOKYO FM『THE TRAD』でラジオ初オンエアされた。また、ミュージック・ビデオのティザー映像が公開された[3]。
- 2024年9月28日に花王から発売された「リーゼ」『ティントカラージェル』 のCMソングに採用された[4]。また、2025年2月には「リーゼ カラー」ブランドCMソングに起用された[5]。

## ミュージック・ビデオ
- 2023年9月15日、ミュージック・ビデオがYouTubeでプレミア公開された。少年たちとロボットの友情と、ガレージで働くSHISHAMOが子どもたちの手助けをする1日の様子が描かれている。監督はSHISHAMOと初タッグとなる石原慎が務めた[6]。石原の公式インスタグラムアカウントでキャストやスタッフなどの情報が公開されている[7]。出演しているのは、宮崎奏佑[8]、松本孟徳[9]、キリト[10]、杉田きいな[11]、鈴木康洋[12]。

## 収録アルバム
- 『SHISHAMO 8』